# Krasnogruda
Krasnogruda (lit. Krasnagrūda) – wieś nad jeziorem Hołny w Polsce położona w województwie podlaskim, w powiecie sejneńskim, w gminie Sejny. Leży nad jeziorem Gaładuś, tuż przy granicy z Litwą.
W latach 1975–1998 miejscowość administracyjnie należała do województwa suwalskiego.

## Historia
Pierwsza wzmianka o dworze i majątku Krasnogruda (pierwotna nazwa Krasnyhrud) pochodzi z 1676 roku. Wczesne dzieje majątku nie są dokładnie znane, więcej wiadomo od 1785 roku, kiedy dobra Krasnogruda (składające się z folwarku Krasnogruda oraz wsi Żegary, Gawieniańce i Bierżynie) zostały zakupione przez Eysymontów. Ich pierwszym z rodu właścicielem był Maciej Tadeusz Eysymont, m.in. fundator kościoła w Żegarach.
Majątek ziemski pod koniec XIX w. posiadał 4 domy i 38 mieszkańców. Dobra Krasnogruda składały się z folwarków Krasnogruda i Wereszczeńszczyzna. Obejmował 1815 mórg.
W 1929 r. majątek ziemski obejmował 414 mórg. Właścicielem był Bronisław Kunat (wg innych źródeł pisał się Kunatte).
Dzieje dworu i własności ziemskiej w okresie od końca XVIII wieku do drugiej wojny światowej ściśle związane są z rodzinami ziemiańskimi Eysymontów i Kunatów. Pierwszym właścicielem Krasnogrudy z rodziny Kunatów, z której wywodziła się matka Czesława Miłosza, Weronika, był Teofil, po nim syn Bronisław Kunat. W okresie międzywojennym ostatnie spadkobierczynie Krasnogrudy, siostry Gabriela Lipska z d. Kunat (1888–1962) i Janina Niementowska z d. Kunat (1898–1977) prowadziły we dworze pensjonat letniskowy. W okresie drugiej wojny światowej majątek przeszedł pod zarząd niemiecki. Po wojnie, w rezultacie dekretu PKWN z 6 września 1944 roku o reformie rolnej, dwór i dobra ziemskie (wówczas o powierzchni 344,5 ha) przestały pełnić rolę własności prywatnej, a właściciele zostali zmuszeni do jego opuszczenia. Nierozparcelowaną część, tj. 154,5 ha, przejęło państwo. Użytkownikiem Krasnogrudy po wojnie był najpierw Aleksander Czyrowski, a następnie Okręgowy Zarząd Lasów Państwowych Nadleśnictwo Pomorze. We dworze mieszkały rodziny pracowników nadleśnictwa.
Wolą Czesława i Andrzeja Miłoszów oraz Janiny i Andrzeja Jurewiczów – ostatnich spadkobierców Krasnogrudy – dwór krasnogrudzki wraz z parkiem w 2002 roku w wieloletnią dzierżawę przejęła Fundacja „Pogranicze”, który po rewitalizacji jest siedzibą Międzynarodowego Centrum Dialogu.

## Dwór
We wsi znajduje się dworek z końca XVII wieku – dawna siedziba Macieja Eysymonta. We dworze często przebywał Czesław Miłosz, którego matka Weronika z domu Kunat była siostrą cioteczną ostatnich spadkobierczyń dóbr krasnogródzkich – Gabrieli Lipskiej z d. Kunat i Janiny Niementowskiej z d. Kunat.
Parterowy budynek, podpiwniczony, datowany na koniec XVII:

...dom mieszkalny (…) z drzewa zbudowany, gontami kryty, długości arszynów 33, a szerokości arszynów 18; przed frontem znajduje się ganek na czterech słupach wsparty, wchodząc do domu korytarzem głównym, rozdzielającym dom na dwie połowy, po lewej stronie znajduje się przedpokój, z tego wchodzi się do salonu mającego drzwi półszklane, na ogród wychodzące, z salonu wychodzi się do pokoju sypialnego, obszernego, a stamtąd do dwóch małych pokoików. Prawa strona składa się z obszernego pokoju jadalnego i dwóch pokoi; nadto z korytarza prowadzą drzwi oddzielone do spiżarni i do garderoby. Z tyłu domu, od strony ogrodu, korytarz zakończony jest sienkami na czterech słupach murowanych zbudowanemi...

W pierwszej połowie XIX wieku dwór został przebudowany, a w skład założeń ponadto wchodziły: dom mieszkalny i kancelaria gminy Krasnogruda, dom dla czeladzi, stajnie, wozownie, trzy obory, dwie stodoły oraz browar. Dwór otaczał park, którego resztki przetrwały do dzisiaj.
Zasadnicza bryła dworu została zachowana, ale remonty przeprowadzane w latach 1967–1986 spowodowały liczne zmiany. Po rewitalizacji w 2011 roku, w setną rocznicę urodzin Czesława Miłosza, otwarto w krasnogrudzkim dworze Międzynarodowe Centrum Dialogu. W uroczystości wziął udział syn poety Anthony Milosz. W okresie wakacyjnym organizowane są przez Ośrodek „Pogranicze – sztuk, kultur, narodów” w Sejnach liczne spektakle. Na amarantowym frontonie dawnego dworu Eysymontów, Kunatów, Lipskich widnieje  przywołanie autorstwa  Oskara Władysława Miłosza „Bieda temu, kto wyrusza i nie powraca”.
Zespół dworski (dwór wraz z parkiem) wpisany jest do rejestru zabytków Narodowego Instytutu Dziedzictwa.